# 글리: 더 3D 콘서트 무비
《글리: 더 3D 콘서트 무비》(Glee: The 3D Concert Movie)는 미국에서 제작된 케빈 탄차로엔 감독의 2011년 다큐멘터리 영화이다. 다이아나 애그론 등이 주연으로 출연하였다.
2011년 8월 12일 미국에서 극장 개봉되었으며 사소한 박스 오피스 성공을 거두었다. 평론가들로부터 복합적이고 긍정적인 평가를 받았다.

## 출연

### 주연
- 다이아나 애그론
- 코리 몬테이스
- 레아 미셀
- 크리스 콜퍼
- 대런 크리스
- 케빈 맥헤일
- 헤더 모리스
- 엠버 라일리
- 나야 리베라
- 마크 샐링
- 제나 어시코비츠
- 해리 슘 주니어
- 코드 오버스트리트
- 애슐리 핑크

## 기타
- 프로듀서: 단트 디 로레토
- 프로듀서: 라이언 머피
- 프로듀서: 러셀 쉬퍼
- 프로듀서: 디나 쉘던
- 프로듀서: 제프 잭커리
- 제작부장: 데이빗 닉세이
- 미용: 크리스티나 프리쉬